# Xitibcanul
Xitibcanul es una localidad del estado de Yucatán, México, en el municipio de Sinanché.

## Toponimia
El nombre (Xitibcanul) proviene del idioma maya.

## Localización
Xitibcanul se encuentra al norte de Sinanché.

## Datos históricos
- En 1995 cambia su nombre de Chén Canul a Xitib Canul.
- Actualmente se llama Xitibcanul.

## Importancia histórica
Tuvo su esplendor durante la época del auge henequenero y emitió fichas de hacienda las cuales por su diseño son de interés para los numismáticos.

## Demografía
Según el censo de 2005 realizado por el INEGI, la población de la localidad era de 0 habitantes.
| 0                           | 0 | 0 | 0 |
| (Fuente: INEGI [Consultar]) |   |   |   |

## Galería

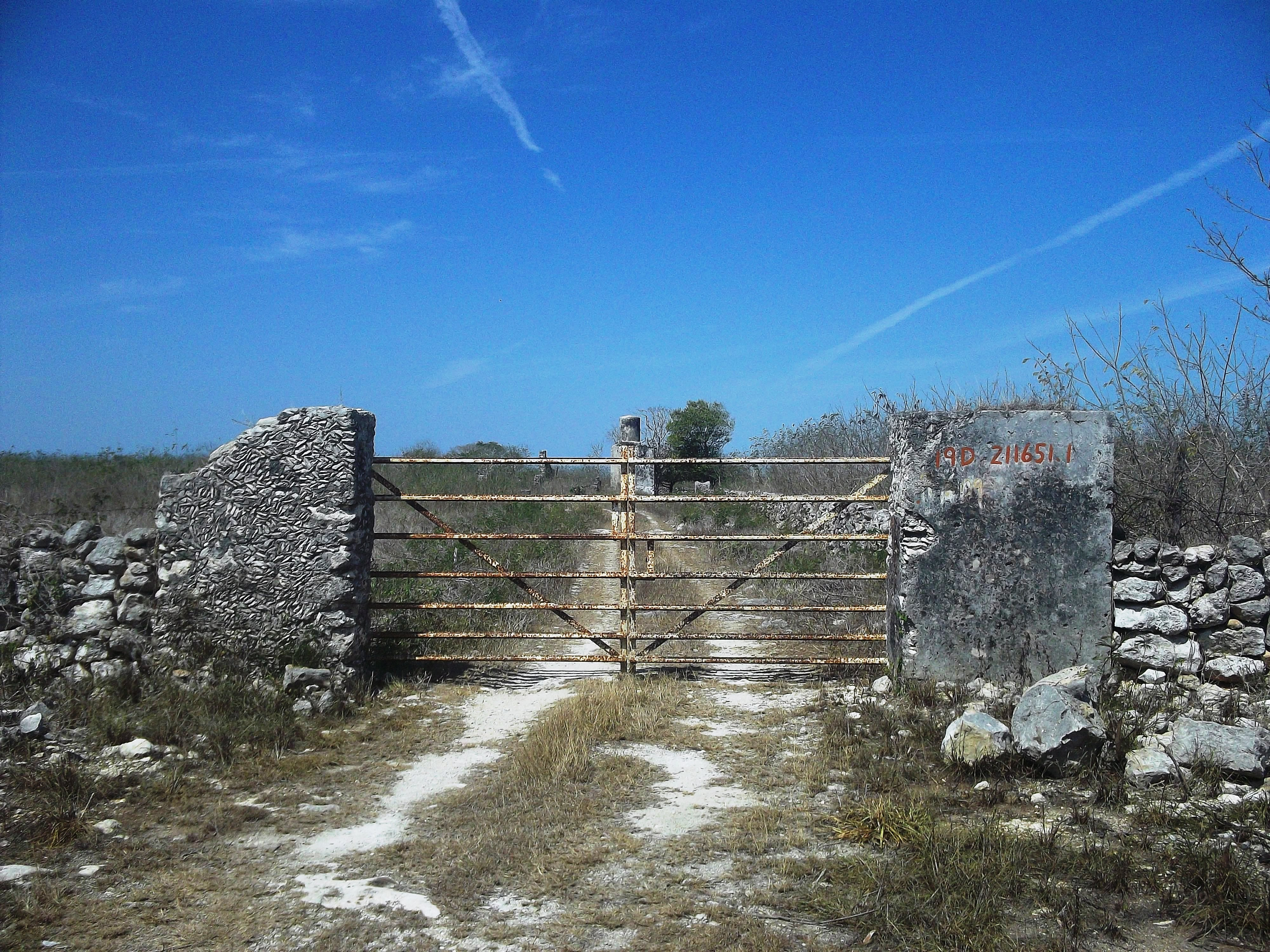
Entrada de Xitibcanul.
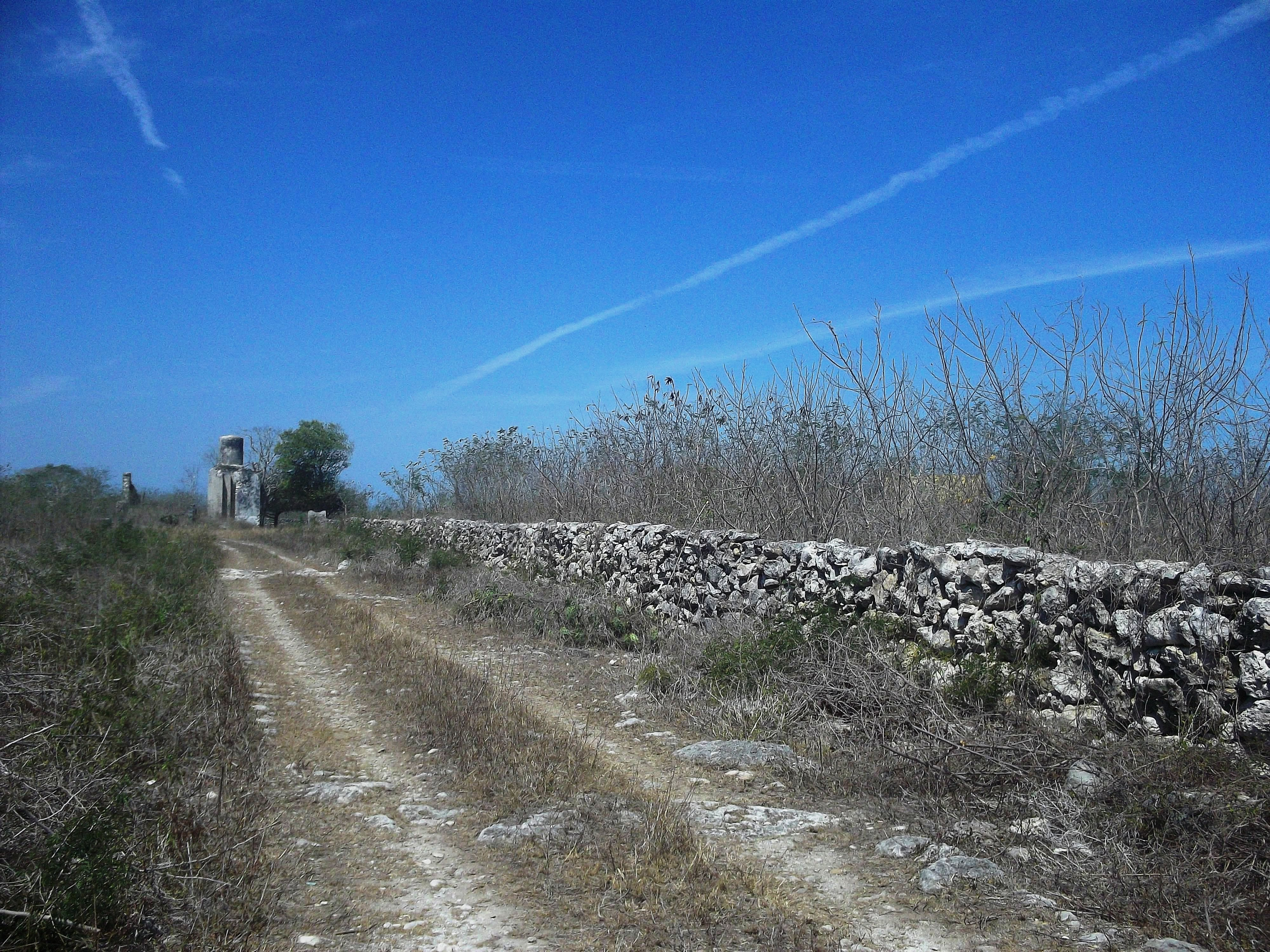
Camino de Xitibcanul.
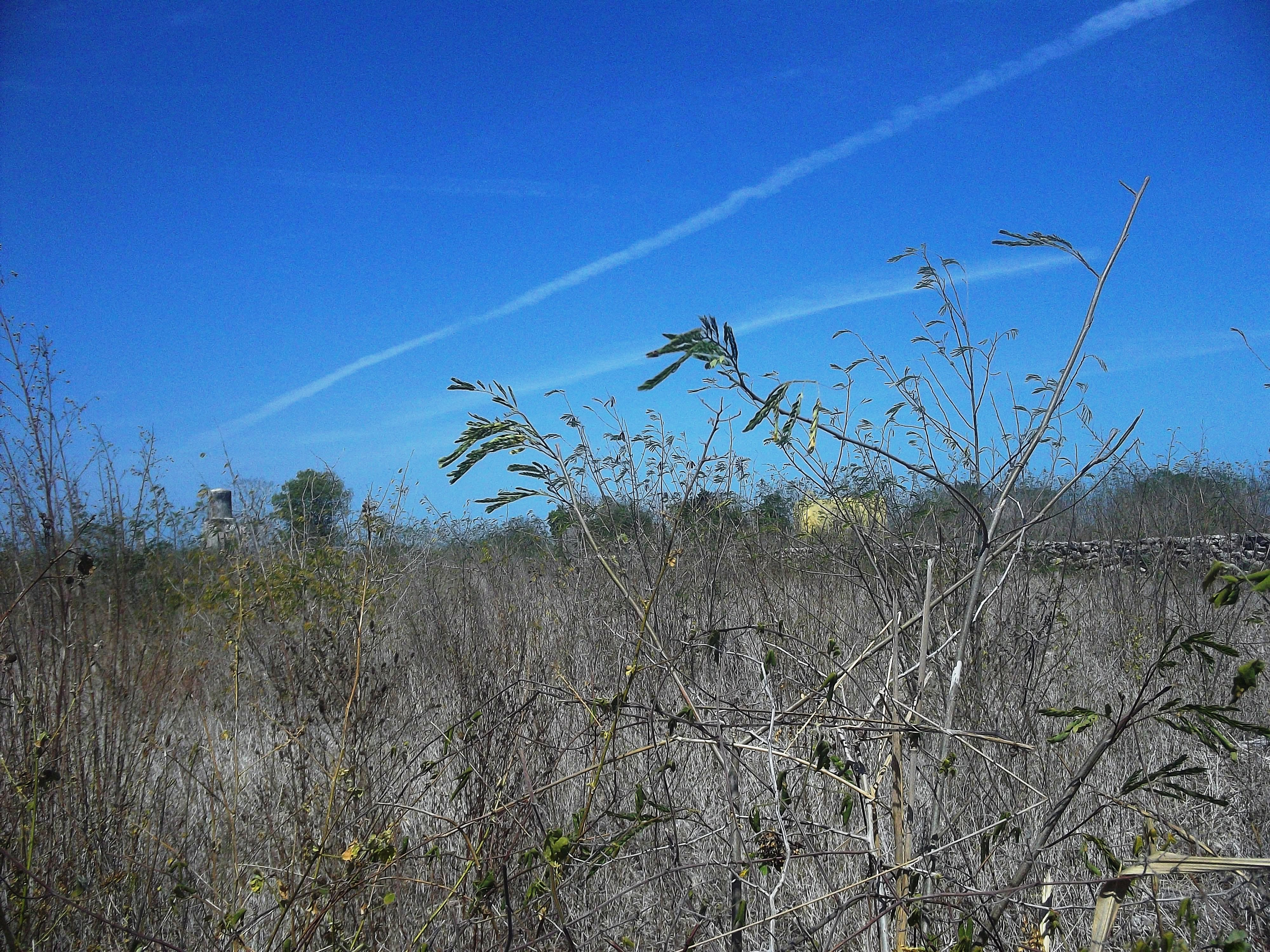
Vista de Xitibcanul.
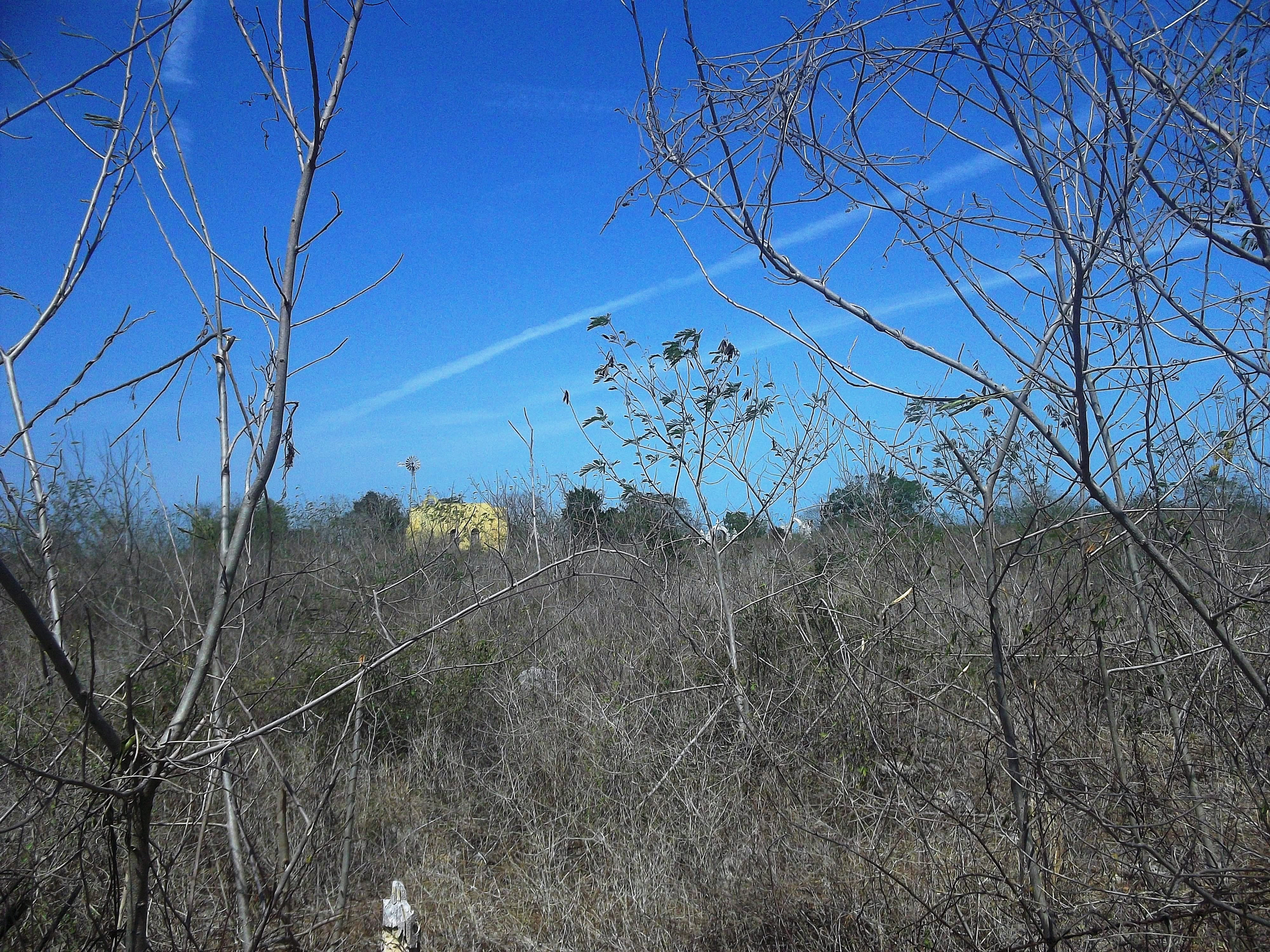
Vista de Xitibcanul.